# 쑹웨이룽
쑹웨이룽(중국어 간체자: 宋威龙, 정체자: 宋威龍, 병음: Sòng Wēilóng, 한자음: 송위룡, 1999년 3월 25일 ~ )은 중국의 배우이자 모델이다. 소속사는 후안위 필름(欢娱影视)이다. 팬덤명은 「라탸오」 (辣条)이며, 상징색은 「하늘색」 (蓝色)이다.  

## 생애
쑹웨이룽은 학생 시절에 인터넷 쇼핑몰 모델로 활동하다가 중국의 소셜 미디어 네트워크에서 외모로 화제가 되어 연예계에 데뷔하게 되었다.

## 수상
중국 베이징 북경공업대학 체육관에서 진행된 2017년 텐센트 미디어 성광대상에서 올해의 남자 신인 아티스트상을 수상했다. 또한 2019년 상하이 국제 영화제에서는 신인상을 수상했다.

## 출연 작품
쑹웨이룽이 출연한 영화는 세월홀이모 (조연, 강해(江海) 역, 2016년 작), 아애묘성인 (조연, 묘성인(喵星人) 역, 2016년 작, 감독 박희곤), 파몽유희 (첫 주연, 남극(南极) 역, 2018년 작), 아적청춘도시니 : 나의 청춘은 너의 것 (주연, 방위커(方予可) 역, 2019년 작, 한국 2020년 개봉, 감독 주동&대몽영)이 있으며 드라마로는 반요경성 (조연, 응룡(应龙) 역, 2016년 작), 반요경성2 (조연, 응룡(应龙) 역, 2016년 작), 아여니적광년거리 (첫 주연, 고세일(顾世一) 역, 2017년 작), 봉수황 (주연, 용지(容止) 역, 2018년 작), 피안화 (주연, 임화평(林和平) 역, 2017년 작, 2020년 방영),  하일참시행복 (주연, 위안쑹(元宋) 역, 2019년 작, 2020년 방영), 표량서생 (주연, 풍승준(风承骏) 역, 2020년 7월 방영), 이가인지명 (주연, 링샤오(凌霄) 역, 2019년 작, 2020년 8월 방영)이 있다.